# Gorilla Glass

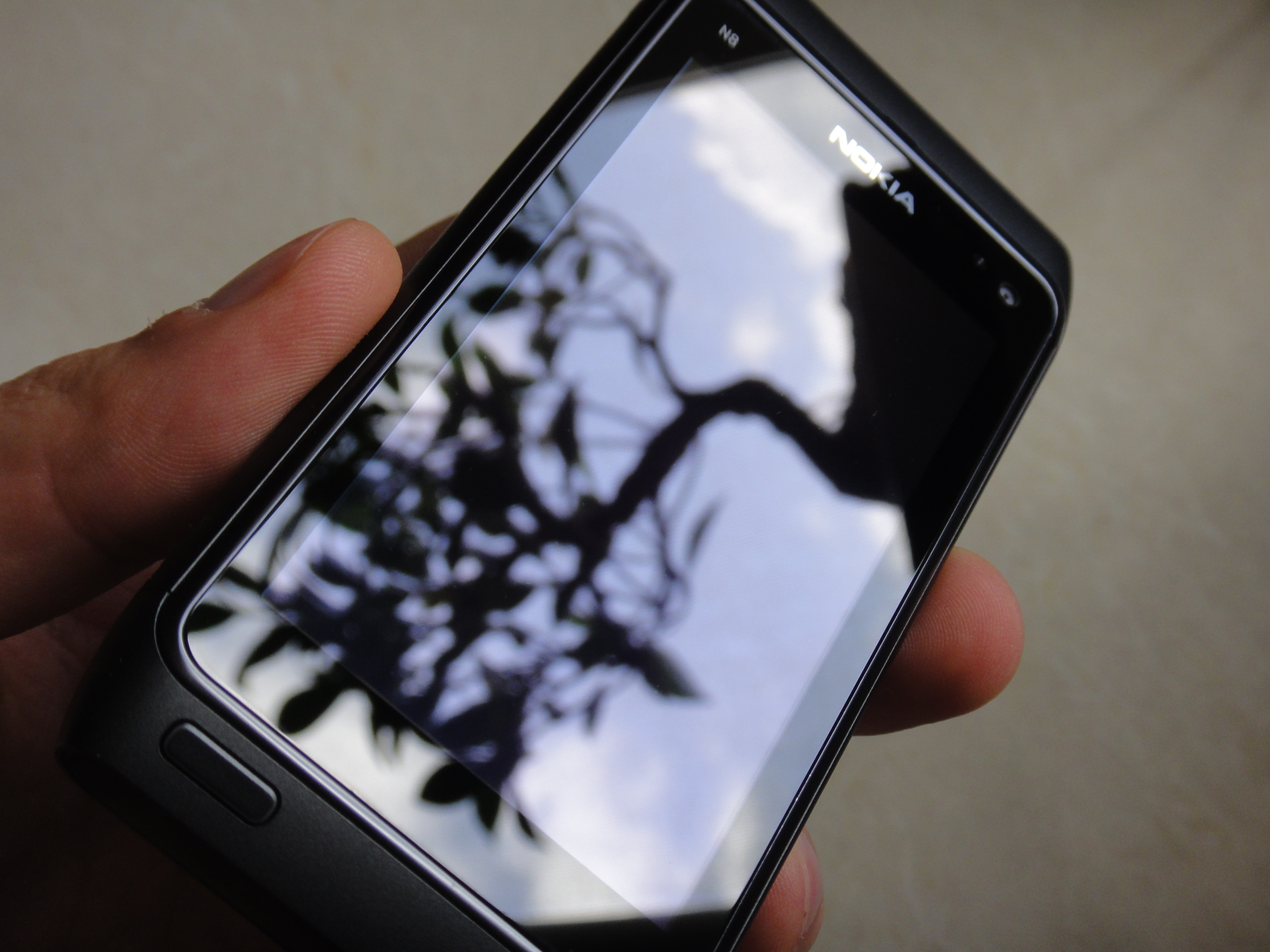
Gorilla-Glass-Display an einem Smartphone

Gorilla Glass, eingedeutscht auch Gorillaglas oder Gorilla-Glas, ist die geschützte Wortmarke für ein dünnes chemisch vorgespanntes Glas aus der Gruppe der Alumosilikatgläser des US-amerikanischen Herstellers Corning. Es wird hauptsächlich als Abdeckglas für Touchscreens tragbarer elektronischer Geräte genutzt.

## Geschichte, Herstellung und Eigenschaften
Das Glas mit einer Dicke zwischen 0,7 und 2 mm hat eine hohe Bruch- und Kratzfestigkeit. Sie wird erreicht, indem durch einen Ionenaustauschprozess in einer etwa 400 °C heißen Kaliumsalzschmelze in den oberflächennahen Glasschichten Natrium- durch Kaliumionen ersetzt werden. Dadurch entsteht eine oberflächliche Druckspannung, die ein Risswachstum erschwert. Während normales Glas bei einem Test ähnlich der Härteprüfung nach Vickers bei einer Last von 5 Newton Risse zeigt, tritt dies nach Herstellerangaben bei diesem Glas erst bei Lasten von über 40 Newton auf. Ähnlich verhält es sich mit der Kratzfestigkeit. Nach Herstellerangaben soll das Produkt etwa doppelt bis dreimal so kratzfest sein wie herkömmliches Glas.
Der Hersteller Corning hatte ähnliche Gläser schon in den 1960er-Jahren entwickelt, besteht jedoch darauf, dass Gorilla Glass eine Neuentwicklung ist, auch wenn Erfahrungen aus den 1960er-Jahren mit eingeflossen seien. Verbesserte Varianten, die unter dem Begriff Gorilla Glass 2 vertrieben werden, sind bei einer Dicke zwischen 0,5 und 2,0 mm und leicht verminderter Dichte ebenso widerstandsfähig, erweichen jedoch erst bei höheren Temperaturen.
Gläser für Smartphone-Bildschirme aus Gorilla Glas 3 werden mit Festigkeiten von 5240–6360 N/mm² gefertigt. Das soll laut Herstellerangaben „dreimal so fest“ wie Gorilla Glass 2 sein.
Das im November 2014 vom Hersteller gezeigte Gorilla Glass 4 soll beim Fall auf unebene Oberflächen eine noch höhere Bruchfestigkeit bieten und einen Falltest aus einem Meter Höhe in 80 Prozent der Fälle überstehen. Dieses Glas wird in Dicken von 0,4 bis 1 mm hergestellt.
Gorilla Glass 5 wurde im Juli 2016 vorgestellt. Es soll 80 % aller Stürze aus 1,6 Metern Höhe auf harte Oberflächen überstehen.
Am 18. Juli 2018 hat Corning Gorilla Glass 6 vorgestellt, das speziell für Smartphones und andere mobile Geräte entwickelt wurde. Es soll mehrere Stürze unbeschadet überstehen können – im Labor haben Displays aus Gorilla Glas 6 laut Hersteller 15 Stürze aus einem Meter Höhe auf eine raue Oberfläche überstanden.
Gorilla Glass Victus wurde am 23. Juli 2020 von Corning vorgestellt und soll eine verbesserte Kratzerresistenz und höhere Bruchfestigkeit als Gorilla Glass 6 haben. Unter Laborbedingungen überstand Gorilla Glass Victus eine Fallhöhe von bis zu zwei Metern  auf harte, raue Oberflächen unbeschadet.

## Ähnliche Produkte
Bis 1990 wurde in der damaligen DDR ein auf ähnlichen Methoden basiertes Glas unter dem Namen Superfest produziert. Seit 2011 bietet Asahi Glass ein vergleichbares Produkt unter dem Markennamen Dragontrail an und Schott hat seit Juni 2012 das ähnliche Xensation Cover im Angebot. Beide Produkte bestehen ebenfalls aus Alumosilikatglas.